# Настоящие сцинки
Настоящие сцинки (лат. Scincus) — род ящериц из семейства сцинковых.

## Описание
Настоящие сцинки приспособлены к жизни на сыпучих песках и передвижению в толще сухого песка. Обладают плотным телосложением, голова не отграничена от шеи, хвост сравнительно короткий, конусовидный, немного сжатый с боков. Голова укороченная и толстая, спереди и сверху лопатовидно уплощенная, верхняя челюсть заметно выступает над нижней, защищая рот от попадания песка. Глаза маленькие, защищены плотными подвижными веками. Ушные отверстия небольшие, расположены позади и немного ниже углов рта и покрыты плоскими треугольными чешуями. Покрывающие тело чешуи задними краями прилегают друг к другу, по краям брюха они образуют хорошо выраженное острое ребро. Ноги, как и у большинства сцинков, короткие, пятипалые. Пальцы передних и задних ног плоские и широкие с плоскими когтями, по краям в виде бахромы окаймленные роговыми зубчиками. Будучи сложенными вместе, они образуют маленькую лопатку, удобную для отбрасывания песка. Двигаются очень быстро, при опасности стремительно зарываются в песок и, продолжая передвигаться в его толще, всего за несколько секунд способны преодолеть расстояние в несколько метров. 

## Ареал и места обитания
Ареал рода охватывает север и северо-запад Африки и Юго-Западную Азию. Обитают в песчаных пустынях на открытых, почти лишенных растительности сыпучих песках и лишь изредка встречаются на глинистых и каменистых почвах. 

## Питание
Питаются различными насекомыми и их личинками, которых часто ловят в песке и поедают не выходя на поверхность.

## Виды
В роде настоящих сцинков (Scincus) 4 вида:
- Scincus albifasciatus Boulenger, 1890 — крайний запад Африки от Западной Сахары до Сенегала;
- Scincus hemprichii Wiegmann, 1837 — Аравийский сцинк, обитает на юге Аравийского полуострова;
- Scincus mitranus Anderson, 1871 — Восточный сцинк, Аравийский полуостров, Иран, Пакистан;
- Scincus scincus (Linnaeus, 1758) — Обыкновенный сцинк, север и северо-запад Африки, Юго-Западная Азия.